# Ekstazi
Ekstazi je znanstveni zbirni izraz za vrsto snovi, ki so postale širše popularne konec 20. stoletja. Najprej so s tem izrazom označevali le eno kemično snov (MDMA), pozneje pa so z njim začeli označevati tudi nekatere druge sorodne psihoaktivne snovi s podobnim namenom uporabe.
MDMA je leta 1912 odkrila farmacevtska družba Merck, ko je iskala zdravilo za zmanjševanje apetita, vendar ga je pozneje opustila zaradi psihoaktivnih učinkov. V petdesetih letih ga je raziskovala severnoameriška vojska, ki je iskala sredstvo za "popustitev zavor". Pozneje, v polnem razmahu kontrakulturnih in psihedeličnih gibanj, pa je bil ekstazi predmet eksperimentiranja severnoameriških psihologov in psihiatrov, ki so predpostavljali, da lahko sprosti nekatere psihične zavrtosti pacientov. Danes pod tem pojmom poznamo snovi, ki so izdelane v ilegalnih laboratorijih s kemično sintezo in brez naravnih sestavin, vsebnost psihoaktivne snovi pa pogosto zelo niha. Učinek na organizem je zato nepredvidljiv, zlasti zaradi nečistosti in prisotnosti številnih drugih nevarnih snovi. Prodaja se v obliki tablet ali pilul. Na njihovi površini so vgravirane različne risbe kot prepoznavni elementi. Tabletka lahko vsebuje mešanico drog; največkrat gre za stimulativne droge, kot so amfetamini, efedrin in kofein. Čeprav to poimenovanje vključuje različne snovi, pa je kot ekstazi najbolj znana droga MDMA, podoben učinek pa imata tudi drogi MDEA in MDA. Slednja je osnovna molekula, iz katere izhajajo vse sodobne plesne droge, ki jih označujemo kot ekstazi, in je po učinkih bližje LSD-ju kot amfetaminom, je manj "speedy" in bolj psihedelična kot MDMA.
Nekakšen zaščitni znak za ekstazi je bila konec osemdesetih let tableta z vgraviranim znakom grlice (Dove), ki naj bi vsebovala okoli 120 mg MDMA. Dodane so lahko še kakše druge sestavine, ki imajo bolj ali manj halucinogene učinke, ali druge droge ter običajna zdravila, na primer aspirin, anestetik ketamin ipd. V osemdesetih letih je bila popularnost ekstazija in nekaterih drugih, podobnih snovi vezana na razmah glasbe house, zlasti v ZDA (Detroit, Chicago itn.) in Avstraliji. V Evropi je do večjega vdora droge v povezavi z glasbo prišlo najprej v Veliki Britaniji, na Nizozemskem in v Nemčiji, od tod pa v vso Evropo. V začetku 21. stoletja je navdušenje nad ekstazijem nekoliko pojenjalo.
V tabletkah, ki so bile v začetku 21. stoletja najbolj pogoste na slovenski rejverski sceni, je bilo običajno 70–120 mg MDMA ali MDEA. Razlika v učinku teh dveh psihoaktivnih snovi je naslednja: MDMA pomeni klasično izkušnjo ekstazija, ki daje občutek topline, povezanosti in komunikacije, učinki MDEA pa omogočajo več energije in plesa, manj pa je emocij in komunikacije.
Ekstazi se podobno kot kokain pogosto zlorablja ob koncu tedna za zabavo (rekreativno). Uživalci ekstazija imajo visok psihoaktivni profil, kar pomeni, da poleg tabletk običajno uživajo tudi druge droge, med njimi alkohol, tobak, hašiš in pogosto tudi kokain.

## Učinki
Učinkovanje ekstazija je stopenjsko. Prva stopnja je "energiziranje" in se običajno začne 30-45 minut po zaužitju, lahko pa tudi šele po dveh urah, odvisno od zaužite substance. Vrh moči delovanja substance ali tako imenovani flash (po angloameriškem slengu tudi "hit" oziroma "rush") traja 15-30 minut. "Plato" predstavlja fazo navidezne umiritve omamljenosti in običajno nastopi od pol do tri ure po uvodnem rushu. Pojavi se močnejše zavedanje ljudi, prostora, časa in glasbe, prejšnja eksplozija zavesti se v tej fazi umiri v čisto meditacijo. Sledi t. i. spuščanje ali prehajanje v bolj amfetaminsko omamljenost, ki traja 3-6 ur po rushu. Značilno je slabšanje psihičnega počutja, zato se pri nekaterih lahko pojavijo tudi razočaranje ali druge negativne emocije, vse do samomorilnih misli. Učinki ekstazija se nadaljujejo tudi po spanju, poleg izčrpanosti je pri nekaterih navzoče tudi ugodje in sproščenost.

### Psihološki učinki
Ko se je ekstazi začel pojavljati na črnem trgu, so ga želeli poimenovati zanos, vendar so pozneje to ime zavrgli. Kljub vsemu nam pove, kakšni so glavni učinki:
- družabnost,
- zanos,
- evforija,
- povečan občutek samospoštovanja,
- popustitev zavor,
- povečana želja po spolnosti,
- zgovornost,
- nemir,
- zmedenost,
- potrtost.

### Fiziološki učinki
Najpogostejši učinki:
- pospešen oz. nereden srčni utrip, aritmija in visok krvni tlak,
- suha ustna in druge sluznice,
- potenje,
- krčenje čeljustnih mišic in mišični krči drugod po telesu,
- tresenje,
- izguba tekočine (dehidracija),
- nevarnost izsušitve telesa po prenehanju potenja,
- visoka telesna temperatura (hipertermija).

## Tveganja
Za večino novih drog na trgu je značilno, da so predstavljene kot povsem neškodljive. Tudi zagovorniki ekstazija so ga branili kot snov, ki ne pomeni nobenega tveganja za zdravje. Toda navidezno neškodljivost drog je mogoče opredeliti šele po določenem obdobju uživanja. V zvezi z ekstazijem obstajajo številna tveganja, ki jih je treba upoštevati.

### Tveganja na psihološki ravni
Najresnejša tveganja so:
- tesnobna kriza,
- depresivne motnje,
- psihotične spremembe.

### Tveganja na telesni ravni
Tveganja so povezana z uživanjem ekstazija v prenapolnjenih prostorih, kjer se največkrat uporablja, zlasti v kombinaciji z intenzivnim plesom, s čimer je povezano: 
- resno povišanje telesne temperature (maligna hipertermija),
- srčna aritmija,
- mišični krči po vsem telesu,
- zmanjšana zmožnost delovanja in celo odpoved ledvic,
- razpad skeletnega mišičnega tkiva (rabdomioliza)
- motnje strjevanja krvi (koagulopatija),
- krvavitve, tromboze in možganske kapi,
- okvare jetrnega tkiva in zmanjšana zmožnost delovanja jeter.

V zadnjem času strokovnjaki preučujejo tudi možnosti, da ekstazi podobno kot pri laboratorijskih živalih tudi na ljudi deluje nevrotoksično, kar se odraža zlasti kot okvara spomina.